# Ралдугіна Надія Никифорівна
Наді́я Ники́форівна Раллду́гіна (* 1957) — радянська легкоатлетка (біг на середні дистанції), чемпіонка та призер чемпіонатів СРСР, володарка Кубка Європи, переможниця ігор «Дружба-84», рекордсменка Європи, заслужений майстер спорту СРСР (1984). Рекордсменка України.

## З життєпису
Народилась 1957 року в селі Войкове (нині Катирлез) Ленінського району АР Крим. Випускниця Сімферопольського державного педінституту.
У 1975 році почала займатися легкою атлетикою в Керчі. Тренери: в 1975 році — Ю. А. Ведерніков; з 1975 року — А. І. Дубовик У 1978 році виконала норматив майстра спорту СРСР на меморіалі Володимира Куца. У 1982 році виконала норматив майстра спорту СРСР міжнародного класу, посівши п'яте місце на чемпіонаті СРСР. У тому ж році дебютувала в складі збірної країни на зимовому чемпіонаті Європи у Мілані, де посіла п'яте місце на дистанції 1500 метрів. У тому ж році на змаганнях у Мілані встановила рекорд Європи з бігу на одну милю.
У 1983 році перемогла у фіналі Кубка Європи в Лондоні. Наступного року перемогла на дистанції 1000 метрів на зимовому Кубку СРСР із рекордом країни (2.36,07).
- Чемпіонат СРСР з легкої атлетики в приміщенні 1982 (1500 м) — бронзова нагорода
- Чемпіонат СРСР з легкої атлетики в приміщенні 1983 (1500 м) — бронзова нагорода
- Чемпіонат СРСР з легкої атлетики 1984 (1500 м) — золота нагорода
- Чемпіонат СРСР з легкої атлетики 1985 (1500 м) — золота нагорода